# Osilo
Osilo (sardisk: Ósile, Ósili, Ósilu) er en by og en kommune (comune) i provinsen Sassari i regionen Sardinien i Italien. Byen ligger i 672 meters højde og har 3.059 indbyggere (2016). Kommunen har et areal på 98,03 km² og grænser til kommunerne Cargeghe, Codrongianos, Muros, Nulvi, Ploaghe, Sassari, Sennori og Tergu.